# Takeshi Fujiwara
Takeshi Salvador Fujiwara Salazar (藤原 武?; San Salvador, 5 agosto 1985) è un velocista salvadoregno naturalizzato giapponese.

## Biografia
Nato da padre giapponese e madre salvadoregna, si appassiona all'atletica leggera, già praticata dalla madre. Gareggia per lo stato materno, soprattutto nei 400 metri piani, arrivando nel 2004 ai Giochi olimpici di Atene 2004. Ha vinto numerosi titoli nel Centro America, fino a cambiare nazionale sportiva nel 2013, andando al Giappone.

## Palmarès
| Anno                             | Manifestazione                   | Sede           | Evento      | Risultato  | Prestazione | Note |
| -------------------------------- | -------------------------------- | -------------- | ----------- | ---------- | ----------- | ---- |
| In rappresentanza di El Salvador |                                  |                |             |            |             |      |
| 2003                             | Campionati centroamericani       | Guatemala City | 400 m piani | 4º         | 49"29       |      |
| 2003                             | Campionati centroamericani       | Guatemala City | 4×100 m     | 4º         | 44"64       |      |
| 2003                             | Campionati centroamericani       | Guatemala City | 4×400 m     | Argento    | 3'19"16     |      |
| 2003                             | Campionati panamericani juniores | Bridgetown     | 200 m piani | Batteria   | 23"02       |      |
| 2003                             | Campionati panamericani juniores | Bridgetown     | 400 m piani | Batteria   | 50"12       |      |
| 2004                             | Mondiali juniores                | Grosseto       | 400 m piani | Batteria   | 49"66       |      |
| 2004                             | Giochi olimpici                  | Atene          | 400 m piani | Batteria   | 48"46       |      |
| 2004                             | Campionati centroamericani       | Managua        | 200 m piani | 4º         | 22"20       |      |
| 2004                             | Campionati centroamericani       | Managua        | 400 m piani | Bronzo     | 48"53       |      |
| 2004                             | Campionati centroamericani       | Managua        | 4×100 m     | 4º         | 44"66       |      |
| 2004                             | Campionati centroamericani       | Managua        | 4×400 m     | Argento    | 3'21"98     |      |
| 2006                             | Campionati ibero-americani       | Ponce          | 400 m piani | Batteria   | 48"26       |      |
| 2007                             | Campionati centroamericani       | San José       | 400 m piani | Bronzo     | 48"21       |      |
| 2007                             | Campionati centroamericani       | San José       | 4×100 m     | Bronzo     | 42"34       |      |
| 2007                             | Campionati centroamericani       | San José       | 4×400 m     | Bronzo     | 3'20"95     |      |
| 2007                             | Campionati NACAC                 | San Salvador   | 400 m piani | Semifinale | 47"75       |      |
| 2007                             | Campionati NACAC                 | San Salvador   | 4×400 m     | 6º         | 3'23"90     |      |
| 2007                             | Mondiali                         | Osaka          | 400 m piani | Batteria   | 46"92       |      |
| 2008                             | Campionati CAC                   | Cali           | 100 m piani | Batteria   | 47"88       |      |
| 2008                             | Mondiali indoor                  | Valencia       | 400 m piani | Batteria   | 48"82       |      |
| 2008                             | Campionati centroamericani       | San Pedro Sula | 400 m piani | Argento    | 47"89       |      |
| 2008                             | Campionati centroamericani       | San Pedro Sula | 4×100 m     | Argento    | 3'20"70     |      |
| 2009                             | Universiadi                      | Belgrado       | 200 m piani | Batteria   | 21"89       |      |
| 2009                             | Universiadi                      | Belgrado       | 400 m piani | Semifinale | 47"43       |      |
| 2010                             | Mondiali indoor                  | Doha           | 400 m piani | Batteria   | 48"21       |      |
| 2010                             | Giochi centramericani            | Panama         | 200 m piani | Argento    | 21"62       |      |
| 2010                             | Giochi centramericani            | Panama         | 400 m piani | Argento    | 47"70       |      |
| 2010                             | Campionati ibero-americani       | San Fernando   | 400 m piani | Batteria   | 47"05       |      |
| 2010                             | Giochi CAC                       | Mayagüez       | 400 m piani | Batteria   | 47"66       |      |
| 2010                             | Campionati centroamericani       | Guatemala City | 400 m piani | Oro        | 47"33       |      |
| 2010                             | Campionati centroamericani       | Guatemala City | 4×100 m     | Bronzo     | 43"17       |      |
| 2010                             | Campionati centroamericani       | Guatemala City | 4×400 m     | Bronzo     | 3'23"54     |      |
| 2011                             | Giochi dell'ALBA                 | Barquisimeto   | 200 m piani | 7º         | 21"65       |      |
| 2011                             | Giochi dell'ALBA                 | Barquisimeto   | 400 m piani | 4º         | 46"48       |      |
| 2011                             | Campionati centroamericani       | San José       | 400 m piani | Argento    | 47"12       |      |
| 2011                             | Campionati centroamericani       | San José       | 4×400 m     | Argento    | 3'21"45     |      |
| 2011                             | Campionati CAC                   | Mayagüez       | 400 m piani | Batteria   | 47"00       |      |
| 2011                             | Giochi panamericani              | Guadalajara    | 400 m piani | Batteria   | 46"92       |      |
| 2012                             | Mondiali indoor                  | Istanbul       | 400 m piani | Batteria   | 48"96       |      |
| In rappresentanza del Giappone   |                                  |                |             |            |             |      |
| 2017                             | World Relays                     | Nassau         | 4×100 m     | Finale B   | 40"31       |      |